# North Escobares
North Escobares es un lugar designado por el censo ubicado en el condado de Starr en el estado estadounidense de Texas. En el Censo de 2010 tenía una población de 118 habitantes y una densidad poblacional de 63,1 personas por km².

## Geografía
North Escobares se encuentra ubicado en las coordenadas 26°25′57″N 98°58′19″O / 26.43250, -98.97194. Según la Oficina del Censo de los Estados Unidos, North Escobares tiene una superficie total de 1.87 km², de la cual 1.87 km² corresponden a tierra firme y (0%) 0 km² es agua.

## Demografía
Según el censo de 2010, había 118 personas residiendo en North Escobares. La densidad de población era de 63,1 hab./km². De los 118 habitantes, North Escobares estaba compuesto por el 100% blancos, el 0% eran afroamericanos, el 0% eran amerindios, el 0% eran asiáticos, el 0% eran isleños del Pacífico, el 0% eran de otras razas y el 0% pertenecían a dos o más razas. Del total de la población el 100% eran hispanos o latinos de cualquier raza.